# Адисон (Илиноис)
Адисон (енгл. Addison) град је у америчкој савезној држави Илиноис.

## Демографија
По попису из 2010. године број становника је 36.942, што је 1.028 (2,9%) становника више него 2000. године.
| Група             | 2000.          | 2010.          |
| Белци             | 21.540 (60,0%) | 17.562 (47,5%) |
| Афроамериканци    | 902 (2,5%)     | 1.441 (3,9%)   |
| Азијати           | 2.850 (7,9%)   | 2.730 (7,4%)   |
| Хиспаноамериканци | 10.198 (28,4%) | 14.813 (40,1%) |
| Укупно            | 35.914         | 36.942         |